# Sarah Sutherland
Sarah Jude Sutherland (18 de febrero de 1988) es una actriz estadounidense conocida por su papel de Catherine Meyer en Veep.

## Primeros años
Sutherland es hija de Kiefer Sutherland y su primera esposa, Camelia Kath. Es la nieta de los actores Donald Sutherland y Shirley Douglas, y bisnieta de Tommy Douglas. Como adolescente, Sutherland se capacitó en el Crossroads Drama Conservatory en Los Ángeles, antes de irse a Nueva York para estudiar en la Tisch School of the Arts. En su último semestre, escribió y actuó en un monólogo, The Skin of a Grape.

## Carrera
Sutherland ganó un Premio del Sindicato de Actores al mejor reparto de televisión - Comedia por la temporada 6 de Veep.

## Filmografía
| Año       | Título                       | Papel             | Notas                              |
| --------- | ---------------------------- | ----------------- | ---------------------------------- |
| 2012–2019 | Veep                         | Catherine Meyer   | Serie de televisión (26 episodios) |
| 2013      | Beneath the Harvest Sky      | Emma              |                                    |
| 2013      | Innocence                    | Jen               |                                    |
| 2014      | The Newsroom                 | Mary              | Episodio: "Oh Shenandoah"          |
| 2015      | Chronic                      | Nadia Wilson      |                                    |
| 2017      | Tim & Eric's Bedtime Stories | Estrella invitada | Episodio: "The Demotion"           |